# Azuleno
Azuleno es un compuesto orgánico y un isomero del naftaleno, pero mientras este es incoloro, el compuesto de título es azul profundo. Su nombre se deriva de la palabra azul. Dos terpenoides, vetivazuleno (4,8-dimetil-2-isopropilazuleno) y el guayazuleno (1,4-dimetil-7-isopropilazuleno), que poseen un esqueleto afín al azuleno, se encuentran en la naturaleza, e.d., como componentes del aceite esencial de guayaco, propóleos y de algunos invertebrados marinos.